# Goin’ Home (album Alberta Aylera)
Goin’ Home – album nagrany w lutym 1964 r. przez saksofonistę Alberta Aylera i wydany w tym samym roku przez firmę Black Lion.

## Charakter albumu
Album zawiera dziesięć nagrań ale tylko siedem kompozycji. "Ol'Man River", "Down by the Riverside" i "Swing Low, Sweet Chariot" zaprezentowane są w dwu wersjach.
Wszystkie utwory są utworami tradycyjnymi i anonimowego autorstwa z wyjątkiem kompozycji "Ol' Man River" autorstwa Jerome’a Kerna i Oscara Hammersteina II. Są to utwory w zasadzie gospelowe.
Tradycyjna gra Aylera uwidacznia już niektóre charakterystyczne cechy jego warsztatu. Przede wszystkim mocne wibrato w niektórych nagraniach i chęć do wychodzenia poza proste i narzucające się schematy rytmiczne ogólnie znanych utworów. Frazowanie większości nagrań wyraźnie należy do szkoły Johna Coltrane’a i hard bopu, ale w "Down by the Riverside" jest pod mocnym wpływem Louisa Jordana.

## Muzycy
- Albert Ayler – saksofon sopranowy, saksofon tenorowy, aranżacja
- Call Cobbs Jr. – pianino
- Henry Grimes – kontrabas
- Sunny Murray[2] – perkusja

## Spis utworów

### Strona pierwsza
| 1. | Goin’ Home (trad.)                          | 4:26  |
|    |                                             |       |
| 2. | Ol' Man River (wersja 2) (Kern/Hammerstein) | 5:25  |
|    |                                             |       |
| 3. | Down by the Riverside (trad.)               | 4:39  |
|    |                                             |       |
| 4. | Swing Low, Sweet Chariot (wersja 3)(trad.)  | 4:30  |
|    |                                             |       |
| 5. | Deep River (trad.)                          | 4:15  |
|    |                                             |       |
|    |                                             | 23:15 |
|    |                                             |       |

### Strona druga
| 1. | When the Saints go Marchin' in (trad.)      | 4:12  |
|    |                                             |       |
| 2. | Nobody Knows the Trouble I've Seen (trad.)  | 4:44  |
|    |                                             |       |
| 3. | Ol'Man River (wersja 1) (Kern/Hammerstein)  | 3:58  |
|    |                                             |       |
| 4. | Swing Low, Sweet Chariot (wersja 1) (trad.) | 4:49  |
|    |                                             |       |
| 5. | Down by the Riverside (wersja 5) (trad.)    | 4:28  |
|    |                                             |       |
|    |                                             | 22:11 |
|    |                                             |       |

## Opis płyty

### Płyta analogowa (winylowa)
- Producent - Alan Bates
- Studio - Atlantic Studios w Nowym Jorku
- Data nagrania – 24 lutego 1964
- Firma nagraniowa – Black Lion
- Inżynier dźwięku - Phil Iehle
- Nadzór - Ole Vestergaard Jensen
- Fotografia - D.F. Photo Archives
- Projekt - Malcolm Walker
- Numer katalogowy - BLP 760197

### Wznowienie (CD)
- Black Lion  BLCD760197 (Europa)(1994)
- Tokuma Records (Japonia).